# Taekwondo nos Jogos Olímpicos de Verão da Juventude de 2010 - Até 63 kg feminino
A competição da categoria até 63 kg feminino do taekwondo nos Jogos Olímpicos de Verão da Juventude de 2010 foi realizada em 18 de agosto no Centro Internacional de Convenções, em Singapura. Um total de nove garotas competiram neste evento, limitado a lutadoras com peso corporal inferior a 63 quilogramas. As preliminares foram disputadas a partir das 14:00, as quartas-de-final a partir das 14:48, as semifinais a partir das 18:30 e a final às 19:53, sempre no horário de Singapura. Foram distribuídas duas medalhas de bronze em todas as competições do taekwondo.

## Medalhistas
| Ouro   | KOR Soo Yeon Jeon                          |
| Prata  | GER Antonia Katheder                       |
| Bronze | ESP Nagora Irigoien FRA Samantha Silvestri |

## Resultados
Legenda
- PTG — Vitória por diferença de pontos
- SUP — Vitória por superioridade
- OT — Vitória na prorrogação (Ponto de Ouro)

|  | Preliminares        | Preliminares        | Preliminares |  |  | Quartas de final       | Quartas de final       | Quartas de final       |   |                      | Semifinais           | Semifinais        | Semifinais |  |  | Final | Final | Final |
|  |                     |                     |              |  |  |                        |                        |                        |   |                      |                      |                   |            |  |  |       |       |       |
|  |                     |                     |              |  |  |                        |                        |                        |   |                      |                      |                   |            |  |  |       |       |       |
|  |                     |                     |              |  |  | KOR Soo Yeon Jeon      | KOR Soo Yeon Jeon      | 11                     |   |                      |                      |                   |            |  |  |       |       |       |
|  | MLI Kadiatou Diallo | MLI Kadiatou Diallo | RSC 1 0:35   |  |  | CRO Rea Budić          | CRO Rea Budić          | 3                      |   |                      |                      |                   |            |  |  |       |       |       |
|  | CRO Rea Budić       | CRO Rea Budić       |              |  |  |                        |                        |                        |   | KOR Soo Yeon Jeon    | KOR Soo Yeon Jeon    | 2 (SUP)           |            |  |  |       |       |       |
|  |                     |                     |              |  |  |                        | ESP Nagore Irigoien    | ESP Nagore Irigoien    | 2 |                      |                      |                   |            |  |  |       |       |       |
|  |                     |                     |              |  |  | MEX Ana Perez          | MEX Ana Perez          | 4                      |   |                      |                      |                   |            |  |  |       |       |       |
|  |                     |                     |              |  |  | ESP Nagore Irigoien    | ESP Nagore Irigoien    | 5                      |   |                      |                      |                   |            |  |  |       |       |       |
|  |                     |                     |              |  |  |                        |                        |                        |   |                      | KOR Soo Yeon Jeon    | KOR Soo Yeon Jeon | 4          |  |  |       |       |       |
|  |                     |                     |              |  |  |                        | GER Antonia Katheder   | GER Antonia Katheder   | 1 |                      |                      |                   |            |  |  |       |       |       |
|  |                     |                     |              |  |  | GER Antonia Katheder   |                        |                        |   |                      |                      |                   |            |  |  |       |       |       |
|  |                     |                     |              |  |  | TLS Miloria Santos     | TLS Miloria Santos     | RSC 2 1:12             |   |                      |                      |                   |            |  |  |       |       |       |
|  |                     |                     |              |  |  |                        |                        |                        |   | GER Antonia Katheder | GER Antonia Katheder | 12                |            |  |  |       |       |       |
|  |                     |                     |              |  |  |                        | FRA Samantha Silvestri | FRA Samantha Silvestri | 1 |                      |                      |                   |            |  |  |       |       |       |
|  |                     |                     |              |  |  | COD Sephora Baelenge   | COD Sephora Baelenge   | 1                      |   |                      |                      |                   |            |  |  |       |       |       |
|  |                     |                     |              |  |  | FRA Samantha Silvestri | FRA Samantha Silvestri | 15                     |   |                      |                      |                   |            |  |  |       |       |       |
|  |                     |                     |              |  |  |                        |                        |                        |   |                      |                      |                   |            |  |  |       |       |       |